# Alternativni rock
Alternativni rock (često nazivan i alternativna glazba) je žanr rock glazbe koji se pojavio 1980-ih godina te postao poznat u 1990-ima. Izraz alternativni  nastao je u 1980-im kako bi se lakše opisali punk rock sastavi na glazbenim oznakama, jer se u to vrijeme pojam rock nije mogao koristit kao žanr za sve slične vrste glazbe. Kao glazbeni žanr, alternativni rock sadrži različite žanrove koji nastaju od tzv. indie glazbe iz 1980-ih kao i grungea, britpopa, gothic rocka i indie popa. Ti su se žanrovi kasnije podijelili.
Stilski začeci alternativnog rocka su: post-punk, punk rock, hardcore punk, new wawe.
Najpopularniji sastavi ovog žanra su:
- Evanescence
- 30 Seconds to Mars
- Tokio Hotel
- Paramore
- Gene
- Soul Asylum
- Gem Archer
- Kenickie
- The Smiths
- Coldplay
- Kings of Leon